# آره! (ترانه آشر)
«آره!» تک‌آهنگی از هنرمند اهل ایالات متحده آمریکا آشر است که در سال ۲۰۰۴ میلادی منتشر شد. این تک‌آهنگ در آلبوم اعتراف (آلبوم آشر) قرار داشت.
این تک‌آهنگ در چارت‌های، استرالیا، والونیا، دانمارک، فرانسه، سوئیس، اتریش، ایرلند، نیوزلند، نروژ، در رتبه اول و در چارت‌های ایتالیا، سوئد، فلاندرز، جزو ده ترانه اول قرار گرفت.